# 唐桑半島ビジターセンター

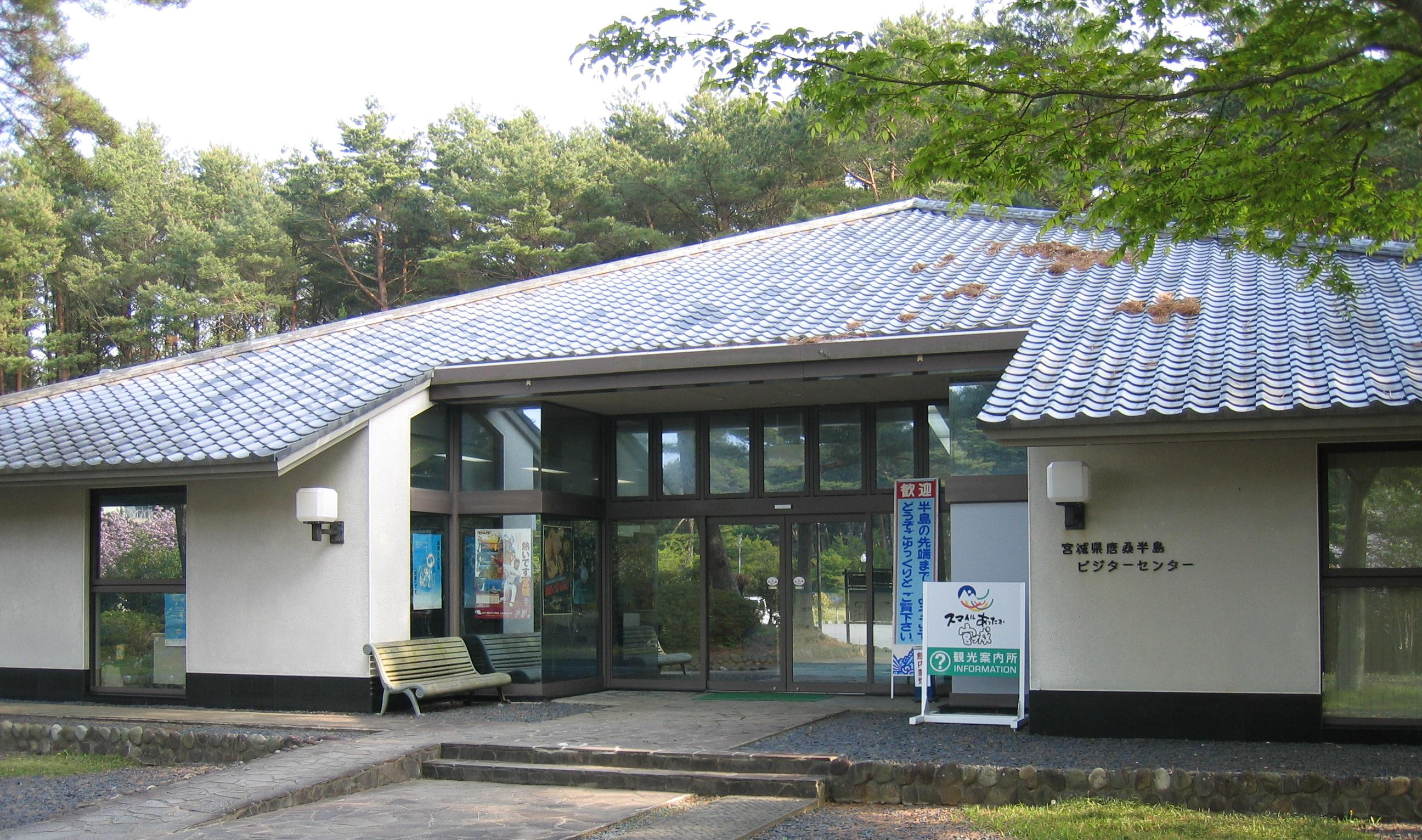
唐桑半島ビジターセンター

唐桑半島ビジターセンター（からくわはんとうビジターセンター）は、宮城県気仙沼市唐桑町にあるビジターセンター。1984年（昭和59年）に宮城県が整備した施設で、2021年度に宮城県から気仙沼市に移管された。三陸復興国立公園・唐桑半島の美しい自然と、ここに暮らす人びととのかかわりを、写真・映像・模型及び津波体験装置などでわかりやすく紹介し、自然と親しみ、また自然と人間とのかかわり合いがいかに深いものであるかを理解してもらうきっかけにすることを目的としている。
日本で最初の津波体験館を併設していたが、2022年度の老朽化による改修で閉館した。
2024年4月に自然体験型の拠点として再整備された。

## 沿革
- 1984年（昭和59年）7月7日 - オープン
- 2013年（平成25年）4月27日 - リニューアルオープン
- 2022年（令和4年）6月26日 - 改修工事のため、一時閉鎖。津波体験館は閉館。
- 2024年（令和6年）4月20日 - 再びリニューアルオープン

## 施設

### 2022年まで
- 唐桑半島の自然（地形、植物ほか）
- 唐桑の文化（遠洋・沿岸漁業ほか）
- 災害に関する展示（津波が起こる仕組み、GPS波浪計観測コーナーほか）
- 津波体験館（併設）

### 2024年から
- 案内所
- ソファーやペレットストーブを備えた休憩所
- 週末を中心に自然体験型のイベントを開催
- 唐桑半島の文化や産業、自然の展示コーナー

## 開園時間と休園日
- 8:30～17:00
- 休園日：毎週火曜日（ただし、当日が祝日のときは翌日）、祝日の翌日（ただし、土・日曜日にあたるときは開館）

## 住所
〒988-0554 宮城県気仙沼市唐桑町崎浜4の3（唐桑半島の南端）

## アクセス

### 道路
- 三陸沿岸道路
  - 唐桑半島ICから約15分
  - 気仙沼鹿折ICから約20分

### JR
- 気仙沼駅（最寄り）～車で約40分

### 路線バス
- 気仙沼市街地～ビジターセンター
  - 御崎線で気仙沼市街地～国民宿舎前下車 約45分